# Тунай Торун
Тунай Торун (тур. Tunay Torun, нар. 21 квітня 1990, Гамбург) — турецький футболіст, нападник клубу «Касимпаша» та національної збірної Туреччини.

## Клубна кар'єра
Народився 21 квітня 1990 року в місті Гамбург, ФРН. Вихованець юнацьких команд футбольних клубів «Санкт-Паулі» та «Гамбург».
2007 року підписав свій перший професійний контракт з «Гамбургом», після чого став виступати за другу команду клубу, а з наступного року залучатись і до ігор основи.
Влітку 2011 року перейшов в берлінську «Герту», проте заграти в ній не зумів, виходячи здебільшого на заміни.
До складу клубу «Штутгарт» приєднався 6 червня 2012 року. Наразі встиг відіграти за штутгартський клуб 9 матчів в національному чемпіонаті.

## Виступи за збірні
Незважаючи на запрошення  збоку німецьких юнацьких збірних, Тунай вирішив грати за збірні своєї історичної батьківщини і 2005 року дебютував у складі юнацької збірної Туреччини. Всього за п'ять років взяв участь у 42 іграх на юнацькому рівні, відзначившись 21 забитими голами.
Протягом 2008–2011 років залучався до складу молодіжної збірної Туреччини. На молодіжному рівні зіграв у 5 офіційних матчах.
9 лютого 2011 року дебютував в офіційних матчах у складі національної збірної Туреччини в товариській грі проти збірної Японії (0-0). Наразі провів у формі головної команди країни 9 матчів.